# Sépie obecná
Sépie obecná nebo evropská sépie obecná (Sepia officinalis) je jedna z největších a nejznámějších druhů sépií. Jedná se o stěhovavý druh, který tráví léto a jaro u pobřeží za účelem tření a poté se během podzimu a zimy stěhuje do hloubek 100 až 200 m. Jejich plášť dosahuje délky 49 cm a hmotnosti 4 kg.

## Popis
Sépie obecná patří k desetiramenným hlavonožcům. Dosahuje délky až 30 cm. Má osm krátkých ramen vybavených čtyřmi řadami přísavek a dvě ramena dlouhá, která jsou zatažitelná a na kyjovitě rozšířených koncích nesou čtyři řady různě velkých přísavek. Tělo je zploštělé a kolem dokola obroubené ploutvovým lemem. Zbarvení je velmi variabilní a sépie dokáže rychle změnit jeho barvu v závislosti na okolním prostředí. Barvu dokáže však měnit i v závislosti na své náladě. Na hřbetě pod kůží má zbytek vápenité schránky – je možné ji najít vyplavenou na pobřeží jako sépiovou kost.

## Výskyt
Sépie obecná se nachází ve Středozemním moři a ve východním Atlantiku od Maroka po Norsko.

## Způsob života

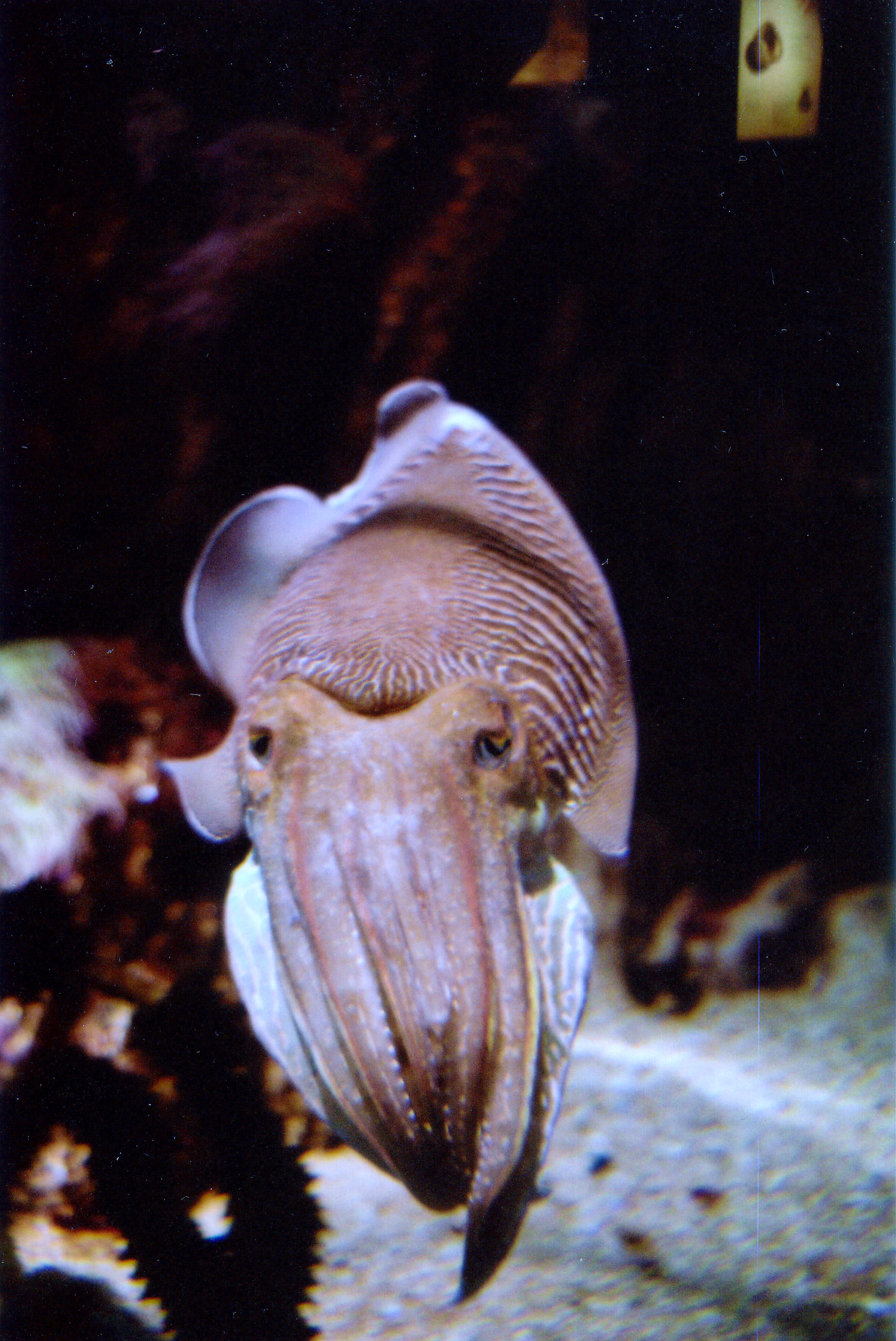
Sépie obecná plave vlněním ploutevního lemu

Sépie tráví den zahrabaná v písku na dně, navečer začne být aktivní a vydává se na lov. Číhá vleže v písku, pak z něj vyklouzne a k vybrané kořisti (obvykle se živí menšími rybami nebo mlži) pomalu pluje pomocí vlnovitého pohybu ploutevního lemu. Když je dostatečně blízko, vymrští obě lapací ramena, do té doby uložená v kožních kapsách a oběť jimi uchopí. Oběť usmrtí pomocí ostrých čelistí a ochromujících sekretů.
Sépie mají jasné vzpomínky na události z raných fází života.

## Rozmnožování
Doba rozmnožování je na jaře. Samec předvádí zajímavý pářící tanec, při kterém rychle střídá svoje tělesné zbarvení. Samotné páření proběhne tak, že samec vloží do plášťové dutiny samice spermatofor jedním ze svých lapacích ramen. Samice upevňuje vajíčka tmavé barvy a tvaru citronu na mořské rostliny. Sépie obecná má přímý vývin, stejně jako všichni hlavonožci. Mláďata tráví po vylíhnutí nejprve nějakou dobu v planktonu, pak začnou sama aktivně plavat.